# Skorzonerrod
Skorzonerrod, haveskorzoner eller aspargesrod (Scorzonera hispanica) er en rodfrugt i kurvblomst-familien. 
Det er en vintergrønsag, der dyrkes fra sidst i april til oktober. Smagen er lidt aspargesagtig, og skorzonerroden kan både anvendes rå og tilberedt. Historisk har den været anvendt til fremstilling af kaffeerstatning.
| Botanik | Spire Denne botanikartikel er en spire som bør udbygges. Du er velkommen til at hjælpe Wikipedia ved at udvide den. |